# Caja del Agua (Puerto Real)
La Caja o Arca del Agua, ubicada en los Jardines del Porvenir, se trata de la antigua fuente del municipio de Puerto Real (Cádiz) en Andalucía, la cual tenía como función distribuir el agua al resto de fuentes de la población.

## Historia
Edificio que data de 1.780 fue construido por el maestro cañero Antonio Ruiz Florindo y fruto de la gestión del por entonces alcalde Antonio Capriles cuyo nombre se puede leer en una de sus fachadas.
Erigida en los Jardines del Porvenir, por entonces zona tradicionalmente conocida como La Laguna era uno de los accesos a la Villa, lugar de entrada para bestias y portes, espacio de canalización de viajeros, mercancías, carretas y demás figuras en tránsito en el acceso a la localidad, la zona de La Laguna conocería diferentes intervenciones de mejora destinadas a hacer más salubre el espacio, que llevarían a la inclusión definitiva de este espacio en la trama urbana de la ciudad.
Este acueducto servía como cabecera de la conducción de aguas a la Villa desde Malasnoches (Fuente de la Higuera) y se trata de la antigua fuente del municipio, la cual tenía como función distribuir el agua al resto de fuentes de la población.
De planta rectangular, se concibe arquitectónicamente como un cubo abovedado con una fuente pública abierta en uno de sus laterales. La decoración se localiza en la cubierta exterior del edificio, con hornacinas abuhardilladas que tienen en su interior azulejos trianeros con iconografía de los que a fines del siglo XVIII eran santos patronos de Puerto Real: san Roque, san Sebastián y la virgen del Rosario, todavía hoy conservada. Contrarresta con la sencillez del resto del cuerpo.
Sobre uno de sus muros sobrevive una placa de fines del siglo XVIII que conmemora la terminación de las obras de conducción del agua desde Malas Noches hasta esta Caja de Agua.
Reinando el señor don Carlos III y en 1 de septiembre de 1778 a costa del público se principió y sicvio esta obra siendo regidores perpetuos y diputados de ella don Lorenzo Daza y don Estedan Herrero y don José Cneco… y la concluyeron bajo la protección de Eximo. conde Orreylli capitán general de esta Provincia don Andrés Ruiz y don Bartolomé de Valcárcel sus diputados y regidores electos por este común en 31 de diciembre año de 1781 del mismo reinado siendo alcalde mayor don Baltasar de Tudela y maestro director de la propia obra hasta su completo. Don Antonio Ruiz Florindo.
Entre 1776 y 1781 se realizan las obras de conducción desde los manantiales de Fuente de Higuera hasta Puerto Real. Para traerla hasta la población, más concretamente hasta la Caja de Agua era necesaria una obra de ingeniería de 11 km que recorría toda la campiña de Puerto Real.
Desde la reordenación del espacio en que está ubicada (antigua Plaza de la Laguna) en la segunda mitad del sigo XIX para convertirse en los Jardines de El Porvenir (incluido en el catálogo General de Jardines de Andalucía), la Caja del Agua se convirtió en un elemento singular y definitorio de dicho entorno, perdiendo con el paso de los años su valor funcional para ir adquiriendo su valor patrimonial.

## Conducción subterránea
En la actualidad se conservan seis torres de ventilación a lo largo de la línea subterránea. Se les conoce popularmente como las torrecillas. Estas edificaciones servían para airear las conducciones, además de solventar posibles problemas de presión.
De la sexta torre, situada junto al Hospital Universitario de Puerto Real, parte un acueducto del siglo XIX que llevaba el agua hasta un pozo cercano (Pozo de Melchor). Aún quedan en pie tramos de arcadas sobre las que se apoya la conducción de adobe.